# セトギワ花ヨメ
『セトギワ花ヨメ』（セトギワはなヨメ）は胡桃ちのによる日本の4コマ漫画作品。4コマ漫画専門誌『まんがライフオリジナル』（竹書房）にて、2005年6月号より2023年8月号まで連載。本作の主人公の夫婦の子ども・クロモジを主役として描いた次世代編の『仕上げ男子のクロモジ』が同誌2024年3月号より3か月連続で掲載された後、同年8月号から連載されている。

## 概要
神戸市の山の手にある とされる架空のオーダーメイドウェディングドレス専門のブライダルブティック「クリソプレーズ」を舞台とし、さまざまな事情でその門を叩く難題を抱えた客と、それを解決するために活躍する同店のデザイナー（実質はドレス専門の仕立て屋）である緑川ヒスイの奮闘を描いた作品。
さまざまな事情でウェディングドレスをレンタル品で間に合わせることができずに、オーダーメイドで仕立てざるを得なくなった瀬戸際に立たされている花嫁たちの悩みや要望を、主人公であるヒスイが自身のアイディアを凝らした様々なドレスで解決していく、というパターンが各回の物語の定型となっている。その意味ではヒスイが主役でありヒスイ自身を軸に物語が回る作品ではあるが、各回の真の主役は、その回の花嫁（ゲストキャラ）たちでありヒスイたちは狂言回しと捉えることもできる作品内容となっている。
以上のことから基本的には個人経営の服飾デザイナーを中心に据えた職業モノとしての側面が強い作品であるが、ストーリーによってはファンタジー的な内容で話の展開が行われる回が存在している。なお、こうした現実的な世界観と幻想的な世界観が入り混じるやり方や、プロフェッショナルなキャリアウーマンと、それを支える専業主夫の旦那という中心人物による物語構造は後の同作者作品である『神シュフ☆エンタ』（芳文社『まんがタイム』連載）などにも受け継がれており、同作（および作者による同傾向の作品群）のルーツと言える作品でもある。
ヒスイの作品として登場しているドレスは、基本的には作者オリジナルのデザインによるものであり、2巻までは単行本上で物語に登場したドレス数着分（全着ではない）のデザインラフが公開されている。ただし参考資料として各種ブライダル雑誌および同様のムック本にあたることもあり、そのデザインの影響を見ることもできる。単行本5巻の著者あとがきでは、特にワキリエの影響があることを述べている。
単行本は同社より刊行しているバンブーコミックス（A5判）より全12巻が発刊されている。話のカウントは「Happy♡ Ｘ」（Xは話数。「Happy♡ 1」なら第1話）。
また本作単行本1巻の最後に同作者（同出版社発刊）作品である『Dia duit』『PaPaPaパラダイス』とのクロスオーバー作品（ハイパーリンク作品）である『D.P.S.』が収録されている。

## あらすじ
神戸市の山の手にオーダーメイドウェディングドレスの専門ブティック「クリソプレーズ」を構えるドレスデザイナー緑川ヒスイの元に訪れる花嫁たちは、それぞれが特殊な事情を抱えて悩む女性ばかり。ヒスイはそんな彼女たちの思いに応え、彼女たちの一生に一度の結婚を応援して、要望に則したドレスを作り上げていく。
ヒスイの作るドレスを身に嫁ぐ花嫁たちの姿を見た女性たちの間には、やがてひとつの噂が生じる。「幸せな結婚をしたいならば、必要なものは5つ。『なにかひとつ古いもの』『なにかひとつ新しいもの』『なにかひとつ借りたもの』『なにかひとつ青いもの』。そして最後にクリソプレーズのドレスを着ること」だと。
着て嫁げば「絶対に幸せになれるドレス」を求めてクリソプレーズの門を叩く瀬戸際(セトギワ)の花嫁たち。それに応えんと奮闘するヒスイ。さらにヒスイの夫である碧（ヘキ）の力添えも加わり「クリソプレーズ」は「花嫁の幸せ」を支え続ける。

## 登場人物

### クリソプレーズ
緑川ヒスイ（みどりかわ ヒスイ）
神戸市山の手に構えるオーダーメイドウェディングドレス店「クリソプレーズ (Chrysoprase) 」 の店長にしてドレスデザイナー兼製作者。何事にも明るく前向きな26歳の童顔ツインテール。自らの「こだわり」を追従する職人気質で、困難に直面するほど燃え上がるタイプ。一方でそんな部分が時に子どもっぽいと指摘される一面もある。既婚者だが店を持つための夫婦の借金があるため、入籍のみで式を挙げていない。自身のウェディングドレスのデザインにはそれゆえの思いも込められていると（冗談交じりに）語る。
旧姓は青黄（あおき）。実母は国際弁護士であり実父はその助手。夫婦して世界中を飛び回っているため、子供のころから叔母（碧の母）である銀星の元に預けられていた。ヒスイの服飾技術は叔母より幼いころから仕込まれたものであり、ヒスイ自身は「服飾デザイナー緑川銀星」の唯一の弟子とも言える存在である。高校進学に際して叔母の元を離れ、高校の寮で生活。高卒後は服飾の専門学校である古月服飾学院に入学。卒業した後にイギリスへと服飾留学する。留学途中で叔母夫妻の死を知らされ帰国。叔母の店であるタプイ・アルカが債権の担保になっている事実を知り、叔母の店を守るため、そのまま碧と結婚し借金も引き継いで「クリソプレーズ」を開業した。
とにかく「白」や「レース」を好み、ゆえにドレスデザインの道に踏み込んだ経緯を持つ。一方で花嫁たちの問題を解決し続ける中で、その腕が一部で話題となり「仕掛けドレスの第一人者」の称号を得るのもまた時間の問題とされている（本人的には自身のデザイニングとしては本式の主流派が好みであるため不服な称号ではある）。
ある一件がきっかけで自分と碧との間に娘ができることを知ると同時にその娘が過去の自分たちに厄介ごとを持ち込んで来ることを知る。
最近は少年漫画や子ども向けの特撮ドラマやアニメにハマっている描写が増えており、その作者や中の人(登場人物を演じている俳優さん)が来るとエキサイトする一幕もある。
緑川 碧（みどりかわ へき）
ヒスイの従弟で幼馴染にして夫。21歳の大学生。クリソプレーズの前身となるオーダーメイド洋裁ブティック「タプイ・アルカ」の女将（店長）・緑川銀星の息子で、クリソプレーズのオーナーとして経理や製品等の製作スケジュール管理を担当。時に製作助手として自ら針と糸を持ちヒスイをサポートする。無論、日常においても例外ではなく家事全般をソツなくこなし、料理もなかなかの腕で勘働きもよいという「働く女性」にとっては都合のよすぎる超優良物件。
忙しい母親の代わりにヒスイに育てられた過去を持ち、故に子どものころからヒスイに懐いており、成長した後もヒスイにべた惚れという、ある意味で初恋を貫き続ける男。その実情を知る友人たちからは「イケメンハチ公」とあだ名されている。が、その反面で壮絶なヤキモチ焼きの一面があり、一旦スイッチが入るとストーカーもかくやともいえるヒスイ追跡能力を発揮する。前述のとおりの超優良物件である一方でヒスイ一筋であったがゆえに自覚なく泣かせてしまった（むしろ勝手に惚れられて勝手に泣かれてしまった）女性も多い。
非常に器用かつ多趣味で特技も多く、ゆえに人脈も多岐に渡る。店（自宅）の裏でバラの栽培を行っていたり、女性の髪の簡単なセットを行ったりと、趣味の一部はクリソプレーズのサービス活動に活かされることも多い。また多岐に渡る人脈により「先輩のツテ」で「試用（試験品）」の新素材を（試用モニター名目ゆえに無料で）手に入れることも多く、そういう意味では表には出ない裏方ではあるものの、まぎれもなくヒスイと肩を並べるクリソプレーズの両輪の1人といえる。
両親死亡直後にはヒスイが戻り彼女に諭されるまでは涙一滴も流すことなく、たった1人で淡々と手続きを取っていたという一面を持ち、そのためヒスイが絡まない所では、自身の感情と現実を切り離して判断する凄絶なまでの現実主義者の傾向をうかがうことができ、また気心の知れた相手には計算高く腹黒い一面や皮肉屋な部分を覗かせることもある。

### 緑川家
緑川 銀星（みどりかわ ぎんせい）
碧の実母。ヒスイの叔母（後に義母）にして服飾の師。「クリソプレーズ」の前身「タプイ・アルカ」の店長。故人のため主に回想シーンで登場する。1巻収録の書き下ろし作品『D.P.S.』にて死後の姿で初登場。『Dia duit』の主人公であるアリスの服をその場で（着用したまま）現代風に改造する腕を見せた。
幼い子どもを抱え、博打狂いの夫に頭を悩ませる苦労人。たった1人で緑川家の家事とタプイ・アルカの実務および事務を（後には成長した碧のサポートがあったとはいえ）一手に回していた女傑で、碧の万能ぶりは彼女の血を引くが故のものであることがうかがえる。しかし、夫婦生活や店舗運営では、その万能ぶりが仇となり、夫は銀星に全てよっかかって遊びほうけるヒモ男と化していた。そのため銀星はヒスイに「（万能だと逆に男性側が頼りきるから）女はなんでも出来るようじゃダメ」だと常々教えていた。
死後の世界でヒスイの仕事を見かけ「けっこうがんばってる」と評価した。またヒスイに卒業後の服飾留学を進めたのも銀星である。なお死後は「天国で亭主をしばきながら、気儘にやっている」らしい。時にヒスイを導くために彼女の夢の中に出てきたり、あの世で知り合った（おもに服飾関係で）迷える魂に「ウチのヨメならなんとかしてくれるから」という理由でヒスイを紹介したりしている（しかし、そのためにオカルトの世界に足をつっこむ羽目になっているヒスイにしてみれば、ありがた迷惑な側面でもある）。
碧の父親
碧の実父。本名不明。ヒスイの義理の叔父（後に義父）にあたる。「タプイ・アルカ」の前身である「緑川洋品店」の二代目だが、正真正銘のボンクラ（アホのボンボン）であり博打狂いのヒモ男。死ぬ直前まで、常に借金取りから逃げ回る毎日を送っていた。ヒスイたちが抱える借金の原因となった人物。ヒスイたちに借金取りからの逃げ方や話のはぐらかし方を教えていた。
なお、死後の世界では妻である銀星にしばき倒される毎日であるらしい。
碧の祖父
碧の実の祖父。本名不明。クリソプレーズの源流となるテーラー「緑川洋品店」の創業者。人の絆を大事に思う義に厚い人物で、洋品店創業の際のエピソードにまつわるある人間関係が、後にヒスイと碧の助けとなる。

### 業者など周囲の人々
ラン
ヒスイの友人でクリソプレーズにアンティーク系のレース生地を卸しているバイヤー。Happy♡73にて初登場。世界中を渡り歩いて買い付けを行っているワイルドな女傑で狙った生地のためならば未開地すらも踏破するバイタリティーの持ち主。碧とは値段交渉における丁々発止のやり取りや、買い付け交渉にかこつけてヒスイをあちこちに連れ出すこともあり、犬猿の仲。
オトメ
ヒスイが買い付けの得意先にしている雑貨店「a lot of」の店長。物事をまぜっかえしたり刺激を求めたりする事が大好きな年配の女性。葉巻愛用者。Happy♡92にて初登場。ヒスイと元カレを引き合わせて、図らずも後の騒動の原因となる。
麻乃（まの）
クリソプレーズの得意先のひとつであるレンタルドレス会社「POWA」の社員。Happy♡95にて初登場。同社とクリソプレーズとの連絡調整役だが、実は上司が自分を飛び越えて商談のお膳立ては終えてしまっており、自らがやる事は上司の「お使い」でしかない（上司から仕事のメンバーとしては信頼してもらえず重要な案件を全く任せてもらえない。ただし裏から事情を見た場合はとても有能な上司が仕事が全くできない部下である彼女の防波堤になっている状況である事がうかがえる）事から上司に対して不満大爆発の（何もできず無能な割にその自覚が皆無の）キャリアウーマン。しかし、その上司とできちゃった結婚をする羽目になる。ウェストシェイプのAラインドレスが好みであるため、できちゃった結婚での披露宴は本人的には非常に不本意だったが、ヒスイがPOWAに卸してくれたWファスナー式によるマタニティ向けAラインドレスによって救われる。のち上司は支店長になり自身も出産後に職場に復帰してクリソプレーズの担当に戻る。新入社員時代からの上司との関係および結婚の経緯から上司（旦那・店長）に対しては「クソ上司（クソ店長）」「バカ旦那」と非常に口が悪い。
貴崎 蛍（きざき ほたる）
ヒスイの専門学校時代の親友。Happy♡35にて初登場。ヒスイと趣味および性格が似通っている「細かいことは気にしない」ワイルドかつ大雑把な女性。ツアーでフランスへ行った際に現地の蚤の市で出会った18歳の青年に一目ぼれし、一旦帰国した後に身辺を整理して結婚（駆け落ち）した。ヒスイが最初にウェディングドレスを作った（元々は学院の卒業制作用の作品で、蛍は共同制作者）相手でもある。
老舗のテーラーの長女であり、本来は跡取り娘なのだが、上記の経緯により自ら跡を継ぐことを一時放棄している。しかし、結局のところ将来の夢は「自分の店を持つこと」であるため、結婚後の人生設計については未知数。駆け落ちと共にヒスイとは疎遠になっている。性格的に正反対の妹が1人おり、その妹は後に古月服飾学院に入学したため、ヒスイと蛍にとって後輩となる。
なお駆け落ち時の誤解から、若いころのヒスイは「夢をあきらめるのか！」という魂の叫びと共に、蛍の頬を拳で殴り、彼女の歯を1本へし折り結婚祝いに挿し歯を贈るという羽目に陥った。なお、Happy♡53時点で2児の母となり第3子を妊娠中であることが明らかになる。
綿花（めんか）
ヒスイの碧の幼馴染であり、近所の和装小物店「ハイカラ亭」の事務員にして、店主の妻。Happy♡38で初登場。
大人しい印象を持つが、計算高くしたたかな一面を持つ。事務員として優秀に働き続けた過去から、夫以上に義父からの信頼が厚い。
麻（あさ）
和装小物店「ハイカラ亭」の店主。綿花と共にHappy♡38で初登場。ヒスイの碧の幼馴染で、綿花もあわせた4人の中では最年長者。ヒスイと碧からは「麻兄ぃ（あさにい）」と呼ばれる。
店主ではあるが先代である父が未だにバリバリの現役であるため、立場としては（時に綿花よりも）弱い。
ニナ
ヒスイの留学時代のルームメイト。イギリス在住のイングランド女性。Happy♡49で初登場。銀星の死亡を知らされたヒスイに一時帰国と時間がかかっても留学の完遂をする事を勧めて力づけた。また混乱するヒスイに対して叔母が死んだ事で「誰が」一番悲しみに沈んでいるのかを諭している。またニナの母親は留学時代のヒスイのデザインを気に入っており、彼女の最初期のファンとなっている。

## 書誌情報
- 胡桃ちの 『セトギワ花ヨメ』 竹書房〈バンブー・コミックス〉、全12巻
  1. 2007年7月16日発行（2007年6月16日発売[10]）、ISBN 978-4-8124-6598-1
  2. 2009年12月31日発行（2009年12月17日発売[11]）、ISBN 978-4-8124-7205-7
  3. 2010年11月20日初版発行（2010年11月6日発売[12]）、ISBN 978-4-8124-7471-6
  4. 2011年11月10日初版発行（2011年10月27日発売[13]）、ISBN 978-4-8124-7676-5
  5. 2013年7月20日初版発行（2013年6月27日発売[14]）、ISBN 978-4-8124-8316-9
  6. 2015年2月10日初版発行（2015年1月27日発売[15]）、ISBN 978-4-8019-5076-4
  7. 2016年7月21日初版発行（2016年7月7日発売[16]）、ISBN 978-4-8019-5575-2
  8. 2018年3月13日初版発行（2018年2月27日発売[17]）、ISBN 978-4-8019-6189-0
  9. 2019年6月21日初版発行（2019年6月7日発売[18]）、ISBN 978-4-8019-6632-1
  10. 2021年3月13日初版発行（2021年2月27日発売[19]）、ISBN 978-4-8019-7216-2
  11. 2022年7月11日初版発行（2022年6月27日発売[20]）、ISBN 978-4-8019-7667-2
  12. 2023年9月28日初版発行（2023年9月14日発売[21]）、ISBN 978-4-8019-8154-6
- 胡桃ちの 『仕上げ男子のクロモジ』 竹書房〈バンブー・コミックス〉、既刊1巻（2025年7月16日現在）
  1. 2025年7月16日発売[3][22]、ISBN 978-4-8019-8702-9